# Innisfallen Abbey

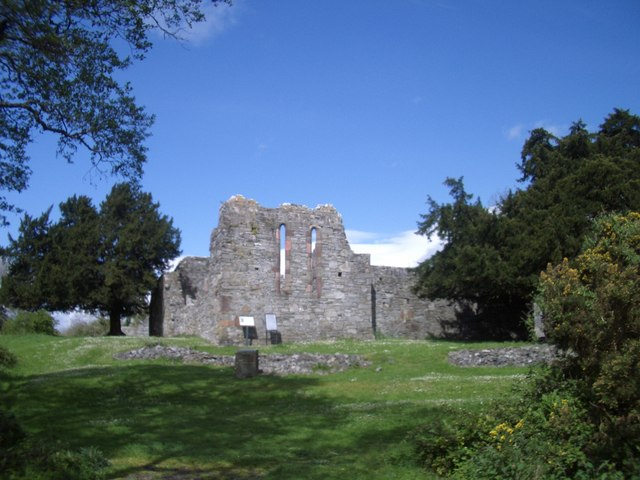
Ruine der Abtei

Die Innisfallen Abbey ist eine Abtei der Iroschottischen Kirche, die der heilige Finian der Aussätzige im 7. Jahrhundert auf der Insel Innisfallen Island im Lough Leane im County Kerry in Irland gründete. Sie überstand Wikinger-Überfälle und baute sich über 700 Jahre hinweg einen Ruf hoher Gelehrsamkeit auf. Man vermutet, dass sogar der See Lough Leane seinen Namen dem Kloster verdankt, denn das irische Wort Loch Léin bedeutet übersetzt „See des Lernens“.
In der Zeit von 1215 bis 1320 entstanden hier die Annalen von Inisfallen. Diese stellen heute eines der wichtigsten Dokumente der irischen Frühgeschichte dar.

## Architektur
Die Anlage besteht aus einem Kreuzgang mit Konventsgebäuden und (einem Teil der) Klosterkirche. Damit entspricht sie kontinentaleuropäischen Gepflogenheiten. In westlicher Fortsetzung der Klosterkirche stehen in einigem Abstand die Reste einer weiteren Kirche, deren Bauzeit gleich eingeschätzt wird.
Die heute als Ruinen stehenden Gemäuer weisen teils vorromanische Kennzeichen auf, die ins 10. Jahrhundert passen, teils romanische, teils in Form spitzbogiger Lanzettfenster schon frühgotische. Etliche der verwendeten Werksteine sind aber offensichtlich zuerst für einen anderen Einbau zurechtgehauen worden, in den stehenden Gemäuern also wiederverwendet.